# Estação Extremoz
A Estação Extremoz é uma das estações do Sistema de Trens Urbanos de Natal, situada em Extremoz, entre as estações Raposa e Estrela do Mar. Faz parte da Linha Norte.
Foi inaugurada em 13 de junho de 1906. Localiza-se na Rua Felipe Camarão.